# Julio Martínez Lecha
Julio Martínez Lecha (Zaragoza, siglo XIX-Zaragoza, 1911) fue un escritor y periodista español.

## Biografía
Nació en Zaragoza. Autor dramático aragonés licenciado en Letras, como periodista fue redactor del Diario de Avisos de Zaragoza y, a comienzos del siglo XX, de El Noticiero Universal de Barcelona. Redactor del Heraldo de Aragón y El Noticiero, también fue colaborador de Pluma y Lápiz y otras publicaciones literarias. En 1894 había sido premiado con la flor natural en los juegos florales de Zaragoza. Martínez Lecha, que cultivó también la crítica taurina, bajo el nombre «Manolito Cañas», falleció el 26 de febrero de 1911 en su ciudad natal.